# Tuc de Colomèrs
El Tuc de Colomèrs és una muntanya de 2.651 metres que es troba entre els municipis de Naut Aran, a la comarca de la Vall d'Aran i França.